# Cock-a-leekie

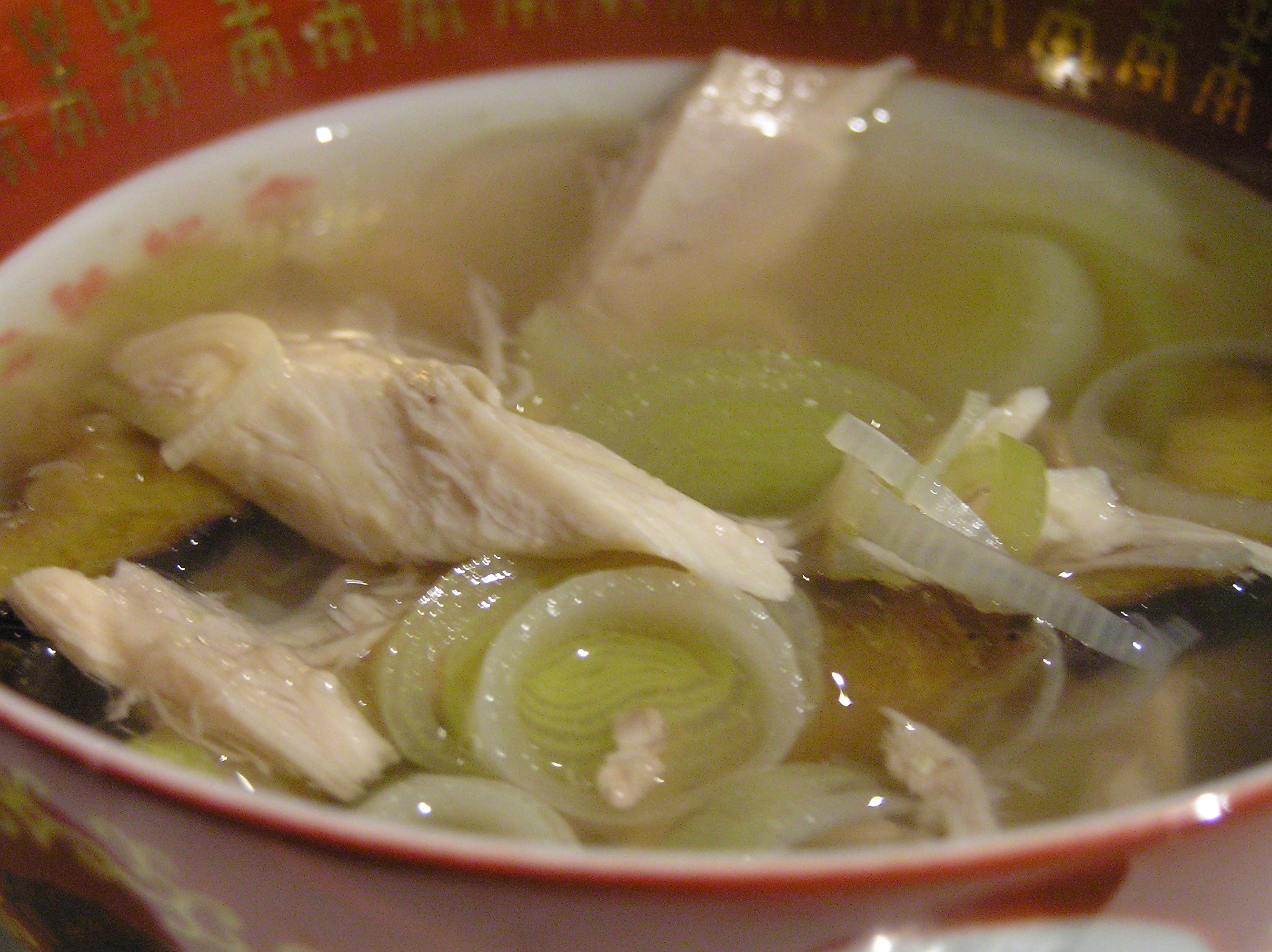
Illustration

Le cock-a-leekie est une soupe écossaise traditionnelle rustique composée de poireaux et de poulet cuits dans un bouillon de volaille, souvent épaissie de riz ou d'orge perlé. La recette originale avait aussi des pruneaux et les traditionalistes la garnissent encore avec des pruneaux émincés.
C’est l’une des entrées de la Burns Night le 25 janvier, fête de la naissance du poète Robert Burns, et du Saint-Andrew Day, le 30 novembre.